# Tabanović (Šabac)
Pour les articles homonymes, voir Tabanović.
Tabanović (en serbe cyrillique : Табановић) est une localité de Serbie située sur le territoire de la ville de Šabac, district de Mačva. Au recensement de 2011, elle comptait 1 298 habitants.
Tabanović, officiellement classé parmi les villages de Serbie, est situé sur les bords du Jerez, un affluent de la Save.

## Démographie

### Évolution historique de la population
| 1948  | 1953  | 1961  | 1971  | 1981  | 1991  | 2002  | 2011  |
| ----- | ----- | ----- | ----- | ----- | ----- | ----- | ----- |
| 1 360 | 1 367 | 1 400 | 1 253 | 1 286 | 1 412 | 1 420 | 1 298 |

|  |